# Flerbostadshus

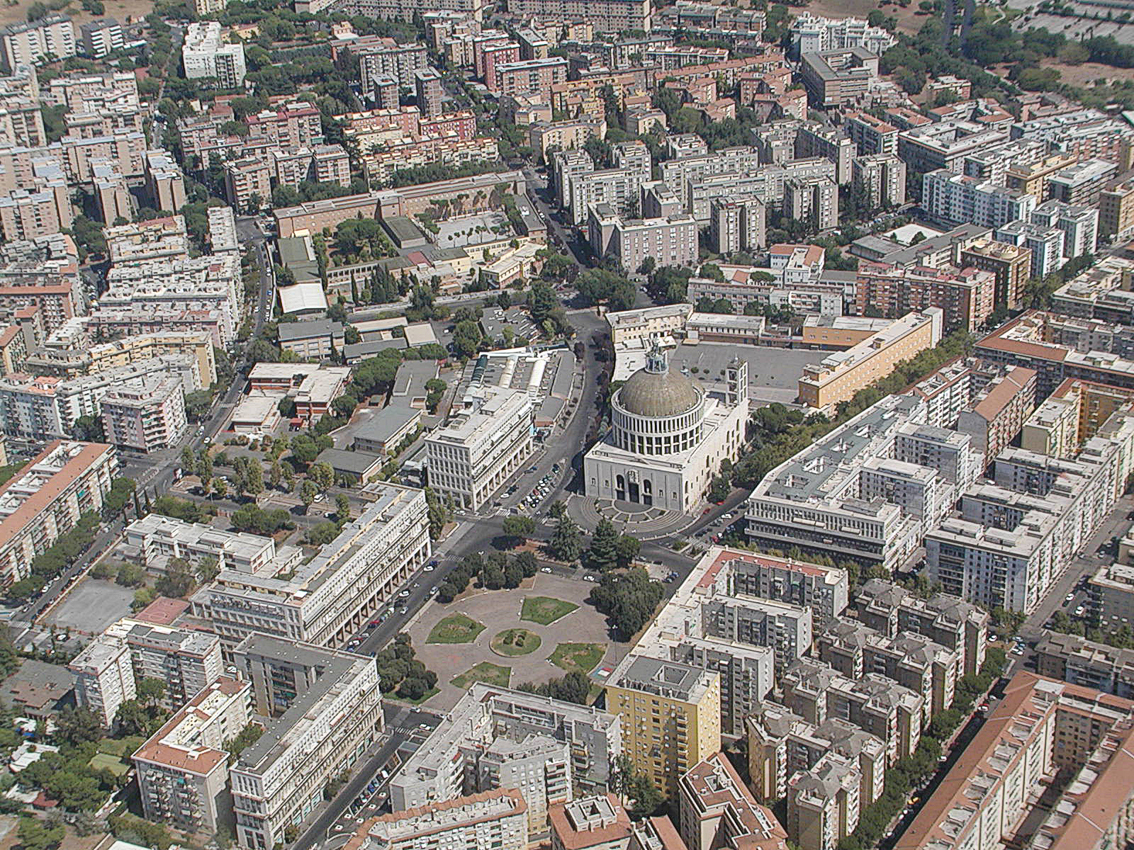
Flygfoto av bostäder i Rom.

Flerbostadshus, även kallat flerfamiljshus, betecknar en byggnad med fler än två bostäder under samma tak. Huset kan även innehålla lokaler som inte är avsedda för bostäder. 

## Definitioner
Boverket konstaterar att det inte finns någon lagreglerad definition av begreppet flerbostadshus. I stället hänvisar verket till Terminologicentrums publikation Plan- och byggtermer 1994, TNC 95, som samlar vedertagna definitioner inom byggområdet. Där definieras flerbostadshus som en byggnad med fler än två bostäder under samma tak. Huset kan även innehålla lokaler som inte är avsedda för bostäder. Samtidigt avråds från att använda begreppet flerfamiljshus. Omvänt kallas ett hus med endast en eller två bostäder för småhus.
Fristående flerbostadshus kallas ofta höghus, om antalet våningar är sex eller högre, och låghus, med ett våningsantal på tre eller färre. 
Lägenheterna i ett flerfamiljshus kan vara upplåtna med hyresrätt, bostadsrätt eller äganderätt. Sedan 2002 respektive 2009 är det även möjligt att få lagfart på en lägenhet i ett flerbostadshus, antingen som kooperativ hyresrätt eller ägarlägenhet.

## Bakgrund
I stadskärnorna var det länge vanligt med flerbostadshus i form av gathus, vars fasadliv låg i kant med gatan, som byggdes upp kring ett helt kvarter med innanförliggande gård med tillhörande gårdshus. Dessa gathus byggdes ofta av olika byggherrar och under en längre tidsperiod, vilket gjorde att de ofta fick ett variationsrikt utseende. I och med 1920-talets klassicism blev det vanligt att gå från de tidigare små, avskiljda innergårdarna för varje fastighet till storgårdskvarter, som utnyttjades gemensamt av alla fastigheter i kvarteret. När modernismen slog igenom på 1930-talet förespråkades ett mer luftigt förhållande i stadsbyggnaden och man introducerade då lamellhusen, som ställdes parallellt i rät vinkel mot varandra, ofta ordnade i nord-sydlig riktning.

## Typer av flerbostadshus

### Gathus
För andra betydelser, se Gathus.

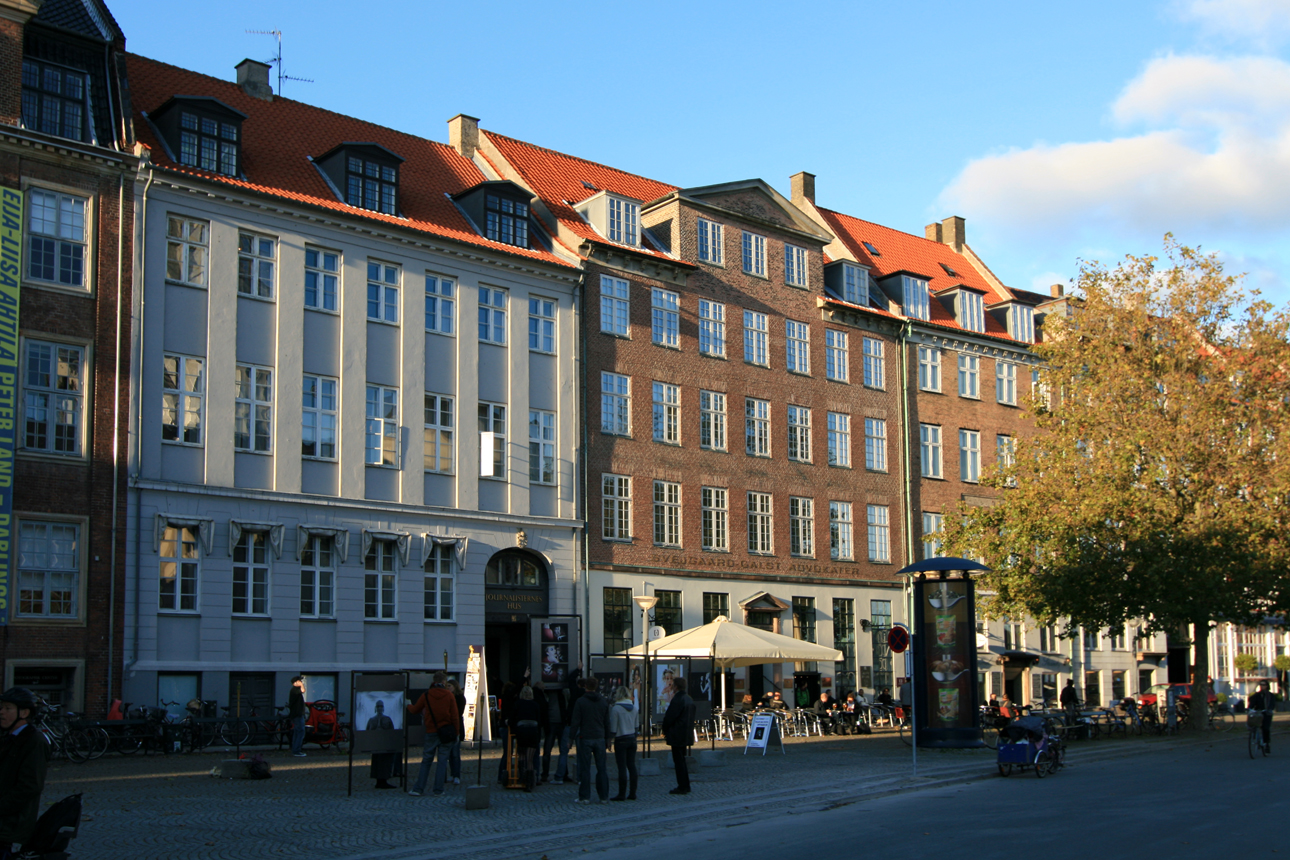
Gathus i Köpenhamn.

Ett gathus är den mest traditionella byggnadsformen för flerbostadshus och denna hustyp dominerade inom stadsbyggandet fram till funktionalismens genombrott. Dess namn kommer ifrån att dess fasadliv ligger i gatukanten. Skalan på dessa hus varierar beroende på stadens storlek, samt gatans bredd och kan sträcka sig från tre till sex våningar. Bakom husen ligger oftast en för fastigheten gemensam innergård, men under 1920-talet framkom även seden med storgårdar, som är gemensamma för hela kvarteret. I städernas centrum består bottenvåningen oftast av en port, som leder in till gården, och butikslokaler med skyltfönster ut mot gatan. Våningarna ovanför nyttjades som bostäder.

### Lamellhus

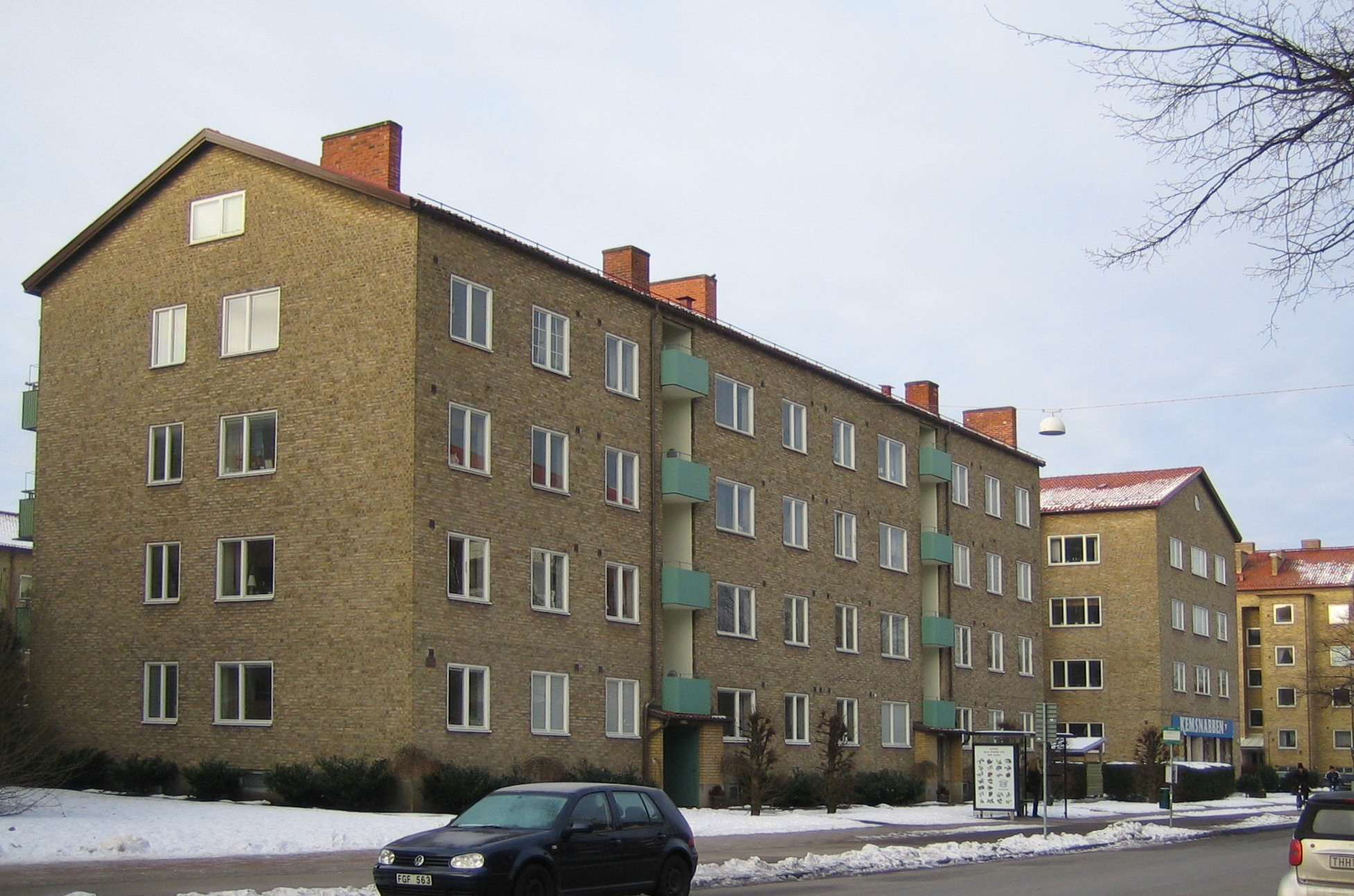
Lamellhus i Malmö.

Ett lamellhus är en typ av lägre flerbostadshus, uppfört som en friliggande byggnadslänga. Våningarna beträds från trapphus, men ofta utan hiss. Ett lamellhus kan betraktas som en sorts radhus för flerfamiljsboende. Smalhus är en variant av lamellhus. Om längan är högre än fyra våningar, kategoriseras det normalt som skivhus. Denna hustyp blev vanlig i och med modernismen under 1930-talet och arrangerades ofta i grupper ställda i rät vinkel och parallellt med varandra. Till en början byggdes dessa i en strikt funktionalistisk stil med platt tak och putsade fasader, men de kom senare att anpassas till regionala skillnader. Till exempel fick de i Sverige ofta sadeltak och tegelfasader.

### Skivhus

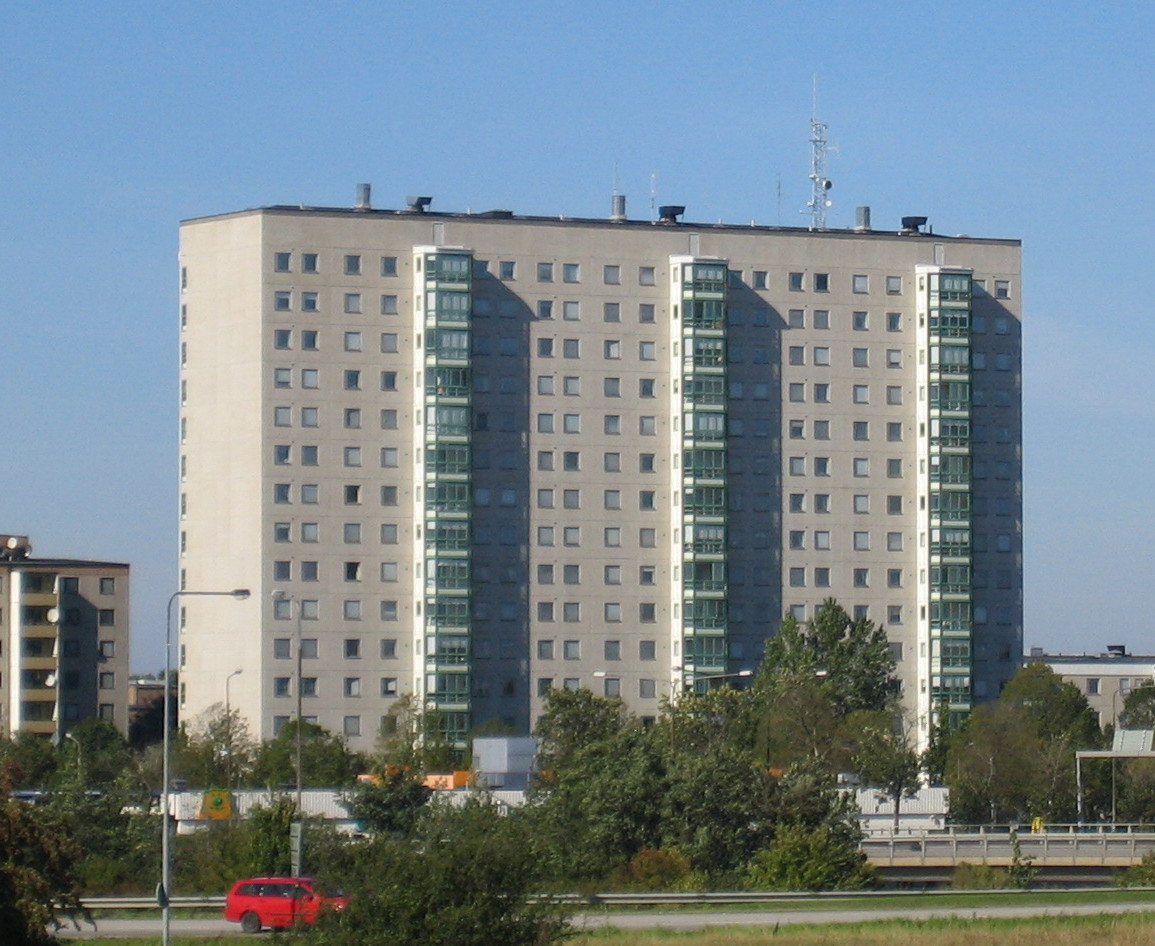
Skivhus i Malmö.

Ett skivhus är en typ av höghus med avlång byggnadskropp av lägst fem våningars höjd, vanligen uppförd på rektangulär grundplan och normalt försedd med hissar. Liksom lamellhusen är dessa oftast placerade parallellt med varandra. Denna byggnadstyp blev i Sverige mycket vanlig under 1960- och 70-talen i och med miljonprogrammets industrialiserade byggande. I de större bostadsområden som skivhusen uppfördes i under miljonprogrammet kombinerades denna byggnadstyp oftast med två- eller trevånings lamellhus. Konstruktionsmässigt består dessa oftast av en så kallad "bokhyllestomme" av betong med prefabricerade betongelement som fasad. Skivhuset motsvaras inom låghusgruppen av lamellhuset.

### Punkthus

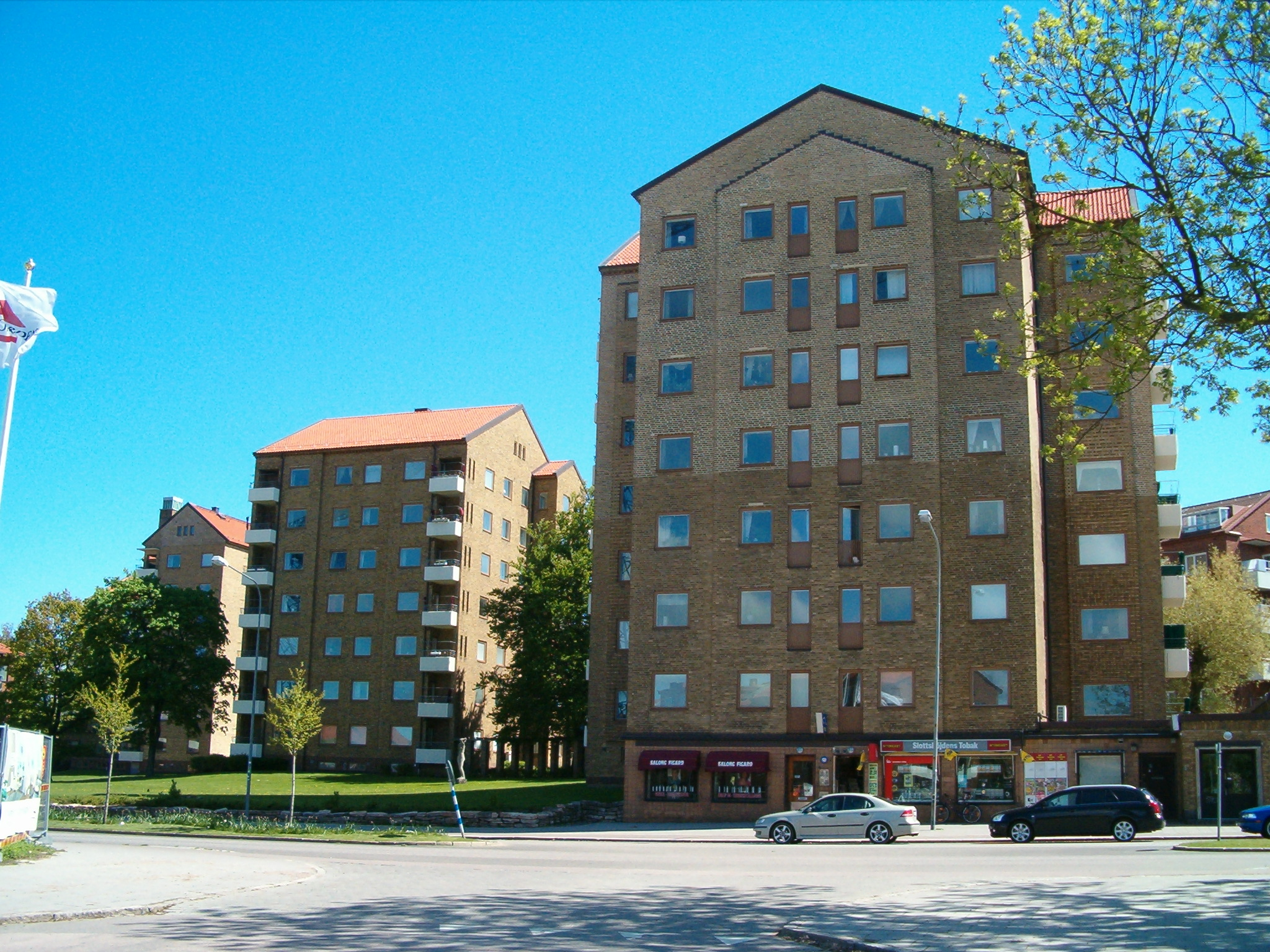
Punkthus på Slottshöjden i Helsingborg.

Ett punkthus är ett modernt bostads- eller kontorshus med koncentrerad plan och i regel endast ett trapphus, centralt beläget i byggnadens inre med lägenheterna grupperade runtom. Punkthuset har således markerad höjdverkan och utnyttjas normalt för höghusbyggande. Punkthusen började användas på 1930-talet och uppfördes i fyra till fem våningar. På 1940-talet blev denna byggnadstyp vanlig i städernas utkanter och från 1950-talet ökade byggnadshöjden till att ofta omfatta åtta till tio våningar. I modern tid används punkthus ofta i förtätningsprojekt i redan utbyggda stadsdelar.
Tanken med hus liggande i parkliknande miljö resulterade under 1930-talet i de första egentliga punkthusen. Deras huvudidé var att spara den omgivande marken för friytor och koncentrera byggnadskroppens byggnadsarea. I deras idé ligger också att de är högre, ofta upp till 8-10 våningar, och skall ge de boende andra värden till sin lägenhet i form av utsikt och ostördhet. Vanligen ligger 3 - 4 lägenheter placerade runt ett trapphus. En fråga som berör områdets planering och detaljutformning av byggnaden är hur lägenheter som placerade mot öster, norr eller nordöst skall kunna få tillräckligt bra solförhållanden eller solvärden.

### Stjärnhus

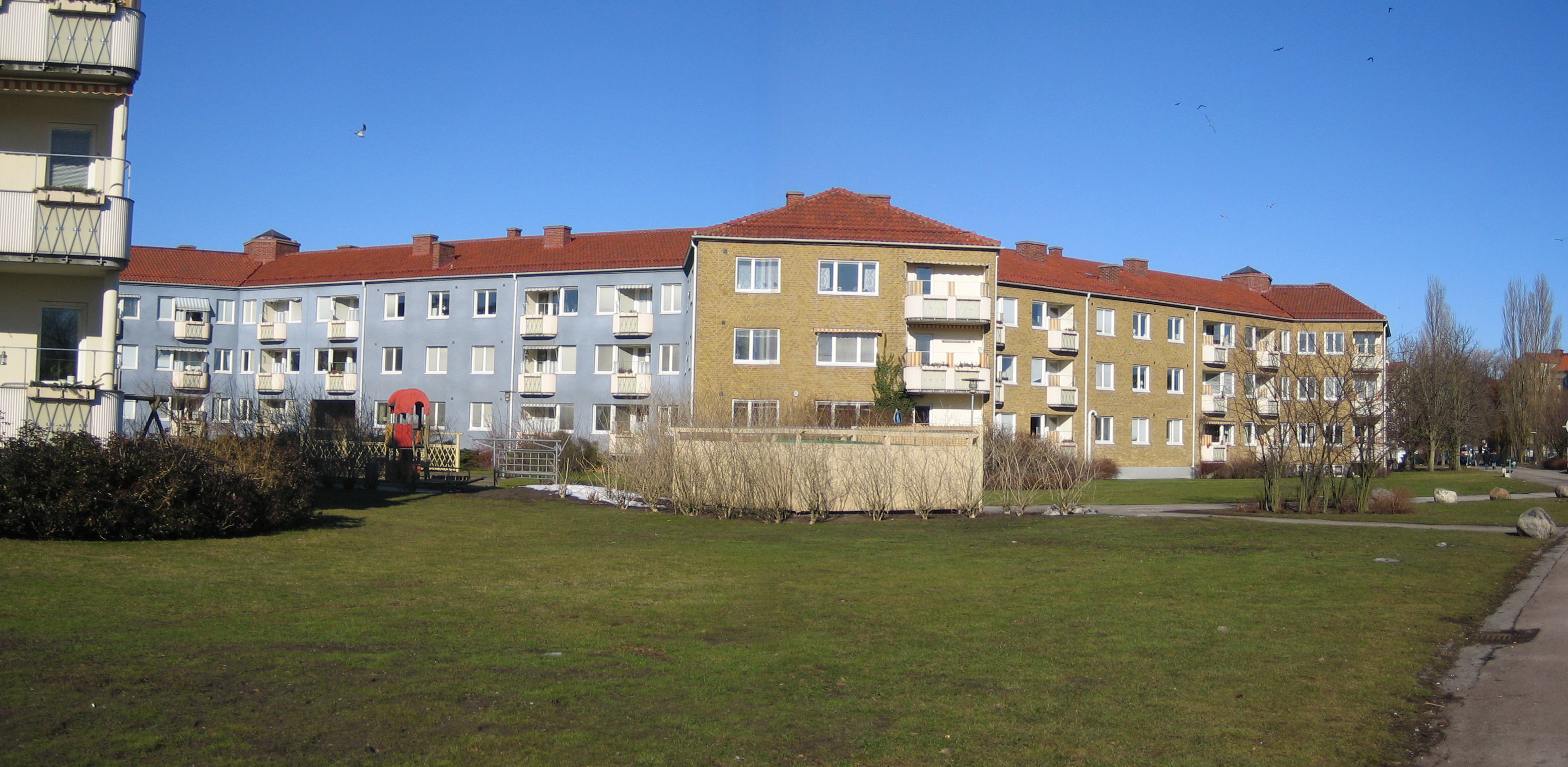
Stjärnhusen i Malmö.

Ett stjärnhus är ett flerfamiljshus, oftast i tre eller fyra våningar. Att anordna huskropparna stjärnformigt med tre symmetriska flyglar kring ett centralt trapphus var arkitekterna Sven Backström och Leif Reinius idé, som de utvecklade i Stjärnhusen, Gröndal i Stockholm (uppförda 1944 till 1946 samt 1958 till 1962) och även tillämpade i exempelvis Rosta, Örebro (uppförda 1948–52) och i Bergshamra, Solna (uppförda 1953–55). Utanför storstäderna uppfördes 1951 och 1953 två stjärnhus i bruksmiljö i Rydal i Västergötland. De var ritade av arkitekt Folke Berg.
Grundformen är tre huskroppar som är sammanfogade till en treuddig stjärna med ett gemensamt trapphus i mitten. Dessa stjärnor sitter sedan ihop med varandra i spetsarna i mer eller mindre långa kedjor eller bildar ett bikakemönster kring sexsidiga innergårdar. Många är ritade av arkitekterna Backström och Reinius. Exempel på sådana stjärnhus, byggda i slutet av 1940-talet och början på 1950-talet finns i Gröndal i Stockholm, Rosta-området i Örebro och på Mellanheden i Malmö. Ofta är det bara en lägenhet per flygel och våningsplan, vilket betyder att en sådan lägenhet får fönster åt tre håll.
Stjärnhus är även benämningen på femuddiga punkthus. De har en plan med fem identiska trerumslägenheter. 14 stjärnhus av denna typ byggdes på 1960-talet i Västra Frölunda, Göteborg. De har åtta våningar, är ritade av Lars Ågren och kallas kort och gott för Stjärnhusen av boende i området. Samma ritningar användes 1969 vid uppförandet av nio identiska hus vid Teleskopgatan i Bergsjön, Göteborg. Hushöjdens åtta våningar bestämdes av att brandkårens stegar räckte 22 meter och en hiss ansågs ekonomisk först när den delades av 40 lägenheter. 40 lägenheter på 8 våningar blev 5 lägenheter per våningsplan. I en presentation av hustypen skrev bostadsbolagets direktör: "Detta geometriska problem har lösts genom en så kallad turbinlösning med fem inbördes lika lägenheter kring ett femkantigt trapphus med öppen trappa i mitten, ett stjärnhus."  Fasaderna i Västra Frölunda kommer dock 2020 att helt förändras vid en ombyggnad.

### Loftgångshus

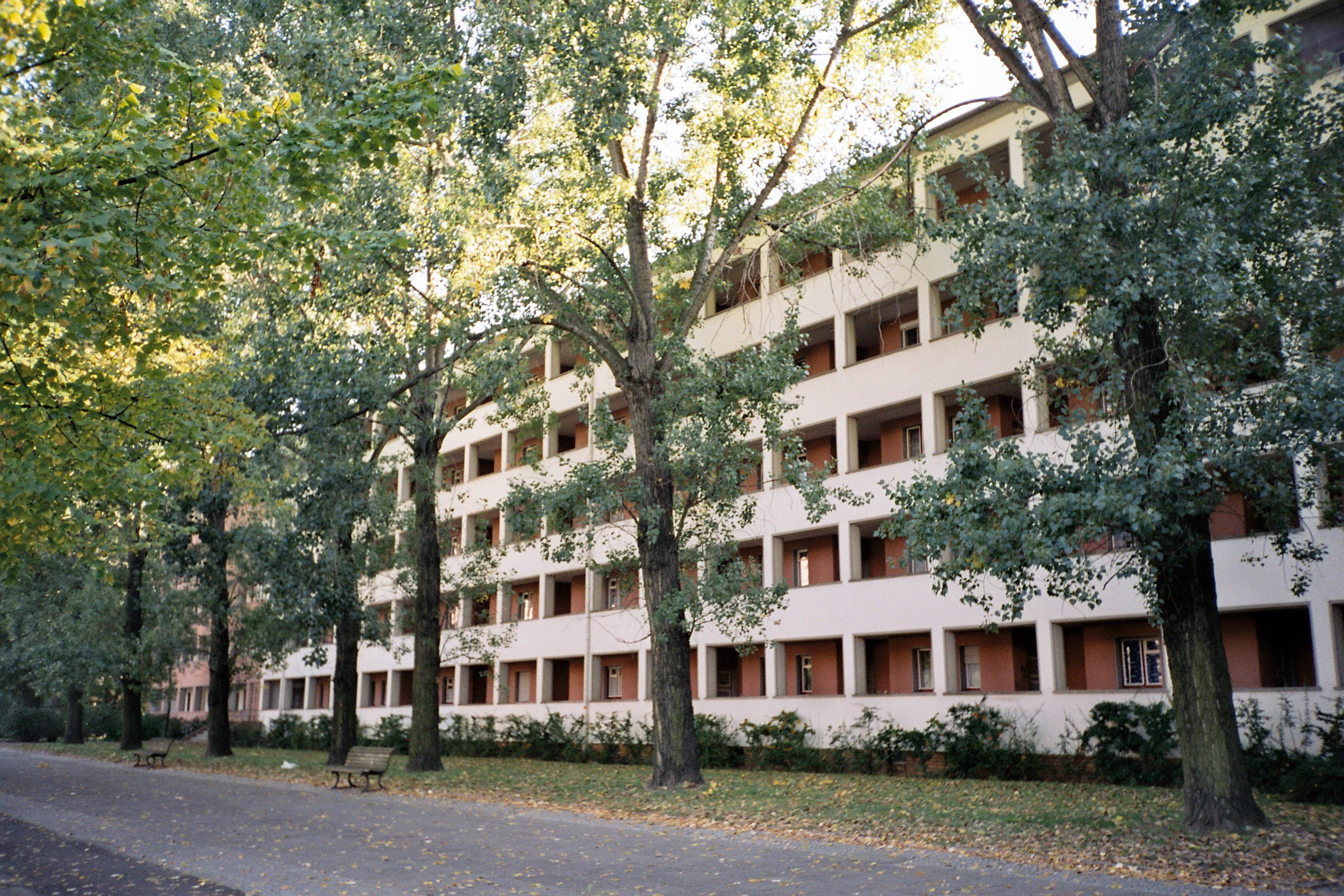
Loftgångshus på Karl-Marx-Allee i Berlin.

Ett loftgångshus eller svalgångshus är flerfamiljshus i två eller fler våningar, där entré till lägenheterna inte sker via ett trapphus utan istället via en lång gång på utsidan av huset. Gången kallas loft- eller svalgång och är öppen och utan uppvärmning, en per våningsplan som går längs med hela fasaden. Den kan liknas med en stor gemensam balkong. Byggnadstypen blev i Sverige vanlig under miljonprogrammet och togs fram för att minska kostnaderna för trapphus och hiss, samt som en social åtgärd tänkt att öka kontakten mellan de boende. Nackdelar med byggnadstypen är att loftgången gör att ljusinfallet i lägenheterna minskar, samt att personer som passerar förbi på loftgången har insyn i lägenheten. Därför placeras oftast, utöver entrén, badrum med insynsskyddade fönster och kök ut mot loftgången.

### Terrasshus

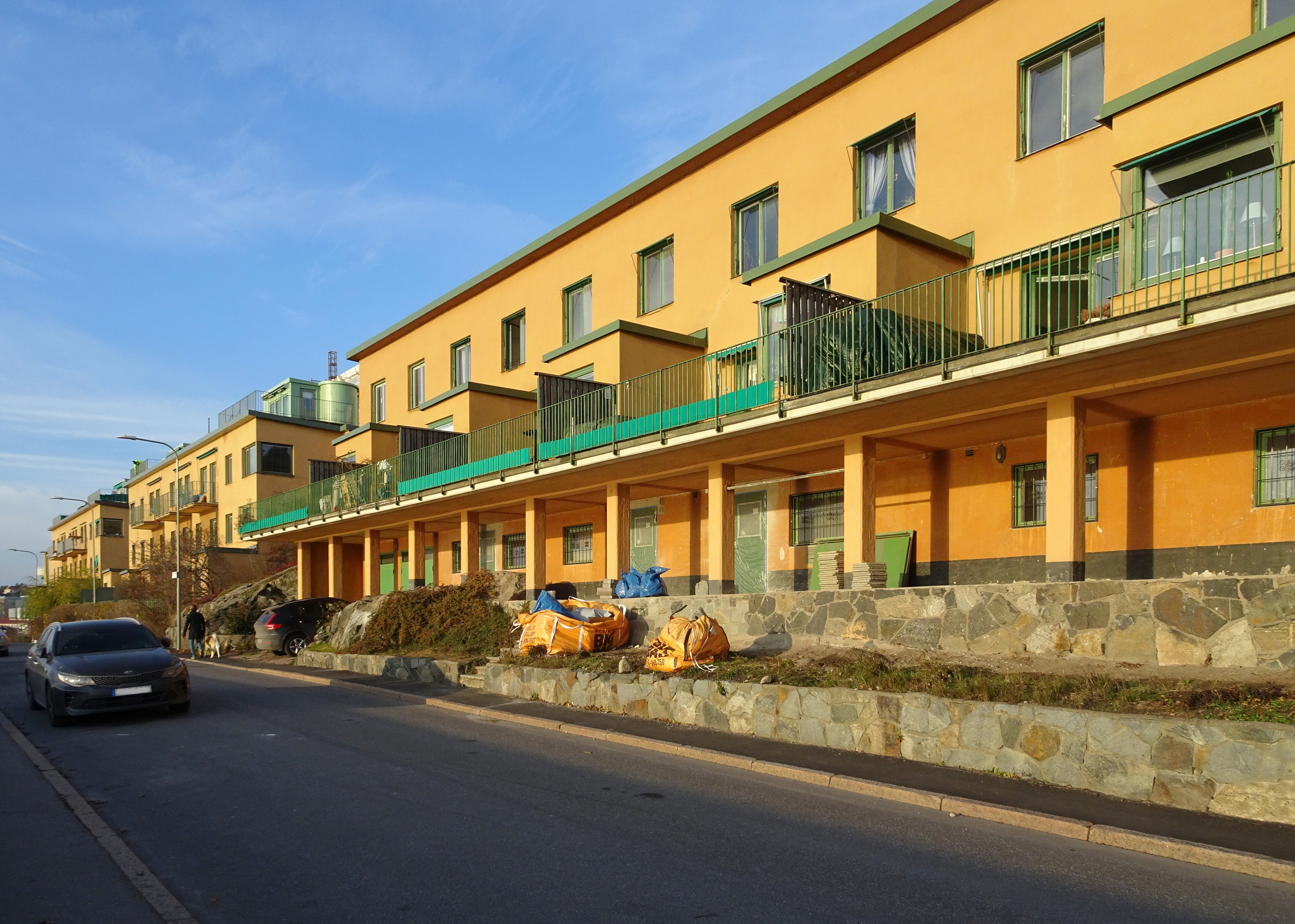
Kvarteret Tomten med Sveriges första terrasshus byggdes 1935 i Fredhäll.

Till Sveriges första terrasshus räknas radhuslängorna i kvarteret Tomten på södra Fredhäll i Stockholm. De uppfördes 1935 efter ritningar av Herbert Kockum. Under 1950-talet tillkom Gröndals terrasshus i Stockholm som ritades av arkitektfirman Backström & Reinius. Ett annat tidigt exempel är Sköndals terrasshus som ligger vid Sköndalsvägen / Dalbobranten i Sköndal, södra Stockholm. Bostadshuset med 32 lägenheter ritades i slutet av 1950-talet av arkitekten Axel Kandell. Byggnaden har en annorlunda och mycket välgestaltad arkitektur, med bevarande av ursprungliga detaljer. Fastigheten har därför blivit blåmärkt av Stockholms stadsmuseum vilket innebär kulturhistoriska värden som motsvarar fordringarna för byggnadsminnen i kulturmiljölagen.
Fördelen med terrasshus ansågs vara att kunna följa terrängen även i branta och otillgängliga områden. Nackdelen är att bara en sida av bostaden kan ha dagsljus, sidan mot terrängen förblir mörk, som undervåningen i ett suterränghus. Trevnaden med terrasshus är möjligheten att anlägga en planterad terrass.  De inbyggda planteringslådorna fungerar samtidigt som räcke och hindrar insyn mellan olika våningars terrasser.  
För att klara vattentäta konstruktioner var terrasshusen med fasta planteringslådor komplicerade och dyra att bygga. Ändå har det visat sig att många av terrasshusen har drabbats av läckage, framförallt i den svaga punkten i anslutningen mellan lägenheterna och terrassen ovanför. Nyproducerade hus med takterrass förses i allmänhet inte med fasta planteringslådor.

### Fotnoter
1. ↑  ”En- och tvåbostadshus”. PBL Kunskapsbanken. Boverket. 3 maj 2021. Arkiverad från originalet den 21 januari 2022. https://web.archive.org/web/20220121002757/https://www.boverket.se/sv/PBL-kunskapsbanken/lov--byggande/anmalningsplikt/bygglovbefriade-atgarder/en--och-tvabostad_tomt/en_tvabostad/. Läst 17 januari 2022.
2. ↑  ”Flerbostadshus”. Rikstermbanken. Rikstermbanken. 1994. https://www.rikstermbanken.se/termposter/966/flerbostadshus. Läst 17 januari 2022.  ”"bostadshus med minst tre bostadslägenheter"”
3. ↑  ”Småhus”. Rikstermbanken. Rikstermbanken. 1994. https://www.rikstermbanken.se/termposter/966/sm%C3%A5hus. Läst 17 januari 2022.  ”"bostadshus som innehåller högst två bostadslägenheter"”
4. ↑  ”Höghus”. Rikstermbanken. Rikstermbanken. 1994. https://www.rikstermbanken.se/termposter/615/h%C3%B6ghus. Läst 17 januari 2022.  ”"hus med ett flertal våningar över mark, vanligen lägst sex"”
5. ↑  ”Låghus”. Rikstermbanken. Rikstermbanken. 1994. https://www.rikstermbanken.se/termposter/615/l%C3%A5ghus. Läst 17 januari 2022.  ”"hus med högst tre våningar över mark"”
6. ↑  ”Upplåtelseform”. NE.se. https://www.ne.se/uppslagsverk/encyklopedi/l%C3%A5ng/uppl%C3%A5telseform. Läst 17 januari 2022.
7. ↑  Nationalencyklopedin, NE.se
8. ↑  Svensk arkitektur (1986), s. 242.
9. ↑  Nyström, Louise (2007). 49 byggnader berättar : Västra Götalands län från 1943 till idag. Göteborg: Länsstyrelsen Västra Götalands län. sid. 38-39. Libris 10671077. ISBN 9789197719407
10. ↑  Caldenby, Claes; Walldén, Åsa (1984). Kollektivhuset Stacken. Göteborg: Korpen. Libris 7638805. ISBN 91-7374-066-7
11. ↑  Balder: Frölunda Park.
12. ↑  RAÄ:s bebyggelseregister: Fredhäll.
13. ↑  Stadsmuseets kulturhistoriska klassificering i Sköndal.[död länk]
14. ↑  Institutionen för stad och land. Trädgårdar på tak och Gårdsbjälklag, sida 13